# Hydropsyche pygmalion
Hydropsyche pygmalion là một loài Trichoptera trong họ Hydropsychidae. Chúng phân bố ở miền Cổ bắc.